# Eressa megatorna
Eressa megatorna är en fjärilsart som beskrevs av George Francis Hampson. Eressa megatorna ingår i släktet Eressa och familjen björnspinnare. Inga underarter finns listade i Catalogue of Life.